# The Dangerous Lives of Altar Boys
The Dangerous Lives of Altar Boys è un film del 2002 diretto da Peter Care. Il film è un adattamento del romanzo Vite pericolose di bravi ragazzi di Chris Fuhrman.

## Trama
Anni 1970, Francis e Tim, sono due adolescenti che frequentano un rigido college cattolico gestito da padre Casey. Appassionati di fumetti, per sfuggire alla opprimente realtà decidono di creare un fumetto basandosi su quello che li circonda, compresa suor Assunta, ribattezzata SuorZilla. Nel corso della storia Francis si innamorerà e sarà ricambiato da una ragazza di nome Margie. I due trascorrono il tempo a bere birra, fumare e combinare guai, ma una delle loro ragazzate provocherà la morte di Tim, sbranato allo zoo da un puma che i ragazzi volevano liberare nella scuola.

## Produzione
Jodie Foster oltre ad essere interprete è anche una dei produttori della pellicola. Le società di produzione furono la Egg Pictures, la Initial Entertainment Group e la Trilogy Entertainment Group.

## Distribuzione

### Data di uscita
Il film venne distribuito in varie nazioni, fra cui:
- Stati Uniti d'America: The Dangerous Lives of Altar Boys, 18 gennaio 2002 (al Sundance Film Festival), in seguito partecipò al Santa Barbara Film Festival, 2 marzo 2002, al Philadelphia International Film Festival, 17 aprile 2002, al Newport International Film Festival e Atlanta Film and Video Festival, giugno 2002
- Germania: Lost Heaven, 17 maggio 2002
- Russia: 15 agosto 2002
- Giappone: Innocent Boys, 21 settembre 2002
- Italia: The Dangerous Lives of Altar Boys, 4 ottobre 2002
- Repubblica Ceca: 17 ottobre 2002
- Danimarca: 28 marzo 2003 al NatFilm Festival
- Norvegia: 2 maggio 2003
- Spagna: 27 giugno 2003
- Polonia: 5 dicembre 2003
- Messico: 9 gennaio 2004

## Accoglienza

### Critica
Film crudo sulle problematiche adolescenziali, in un misto fra sequenze reali e animate di ragazzi scelti con sapienza e intelligenza. Il personaggio di Jodie Foster, che veste per la prima volta i panni di un'anti-eroina, non è ben delineato anche se evidenti sono le differenze con il docente in L'attimo fuggente. La pellicola si perde lungo una storia senza mordente.

## Incassi
Il film ha incassato un totale di 1.815.864 dollari negli USA e 220.735 dollari nel mercato estero.

## Riconoscimenti
- Independent Spirit Awards 2003
  - Miglior film d'esordio